# Саргис
Саргис (Саргуска) — река в Омской области России. Устье реки находится в 949 км по левому берегу реки Иртыш. Длина реки составляет 21 км.

## Данные водного реестра
По данным государственного водного реестра России относится к Иртышскому бассейновому округу, водохозяйственный участок реки — Иртыш от впадения реки Ишим до впадения реки Тобол, речной подбассейн реки — бассейны притоков Иртыша от Ишима до Тобола. Речной бассейн реки — Иртыш.